# Pentagone (villes européennes)
Pour les articles homonymes, voir Pentagone (homonymie).

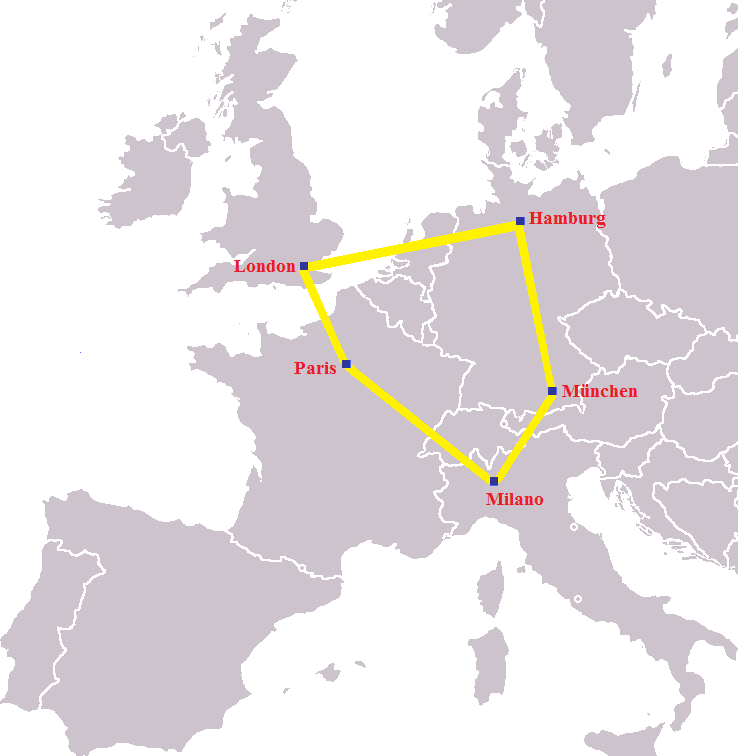
Le pentagone des villes européennes.

Le pentagone des villes européennes, formé par les lignes obtenues en reliant les villes de Londres, Paris, Milan, Munich et Hambourg, est considéré comme formant le centre de l’Europe.

## Notion de pentagone
Cette notion apparaît dans le Schéma de développement de l'espace communautaire (SDEC) pour décrire et dénoncer le caractère trop centralisé du territoire européen. Pour le SDEC, sur ces quelque 20 % de la surface communautaire, vivent environ 40 % des habitants de l'Union européenne, qui contribuent à hauteur d'environ 50 % au produit intérieur brut communautaire total.
Pour contrer cette structuration jugée peu souhaitable en termes d'aménagement du territoire, le Schéma de développement de l'espace communautaire défend le principe du polycentrisme qui constitue la principale orientation de la politique d'aménagement de l'espace européen.
La notion de pentagone des villes européennes diffère nettement du concept de mégalopole européenne proposé par Roger Brunet en ce qu'elle intègre Paris qui est considérée comme appartenant au centre du territoire européen.

## Sources

## Compléments